# Cryptochloris zyli
Chrysochloris zyli là một loài động vật có vú trong họ Chrysochloridae, bộ Afrosoricida. Loài này được Shortridge & Carter mô tả năm 1938.